# Curepe
Curepe (pronunciaciónⓘ) es una localidad de Trinidad y Tobago, que forma parte de la región de Tunapuna-Piarco.

## Geografía
La localidad abarca parte de la isla Trinidad y limita al norte con La Mango Village, al sur con Spring Village, al este con Santa Margarita y St. Augustine y al oeste con La Mango Village, St. Joseph y Eric Williams Medical Complex.

## Demografía
Datos demográficos de la localidad de Curepe:
| Gráfica de evolución demográfica de Curepe entre 2000 y 2011 |
|                                                              |